# Iseo (Lombardei)
Iseo ist eine Stadt in Italien mit 8967 Einwohnern (Stand 31. Dezember 2023) in der Lombardei in der Provinz Brescia. Die Stadt umfasst eine Fläche von 25 km² und hat eine Einwohnerdichte von 336 Einwohnern/km². 
Iseo liegt etwa 20 km nordwestlich von Brescia direkt am Südostende des gleichnamigen Sees (Iseosee). Zu Iseo gehören die Orte Pilzone, Cóvelo und Clusane. Die Nachbargemeinden sind Adro, Corte Franca, Monte Isola, Monticelli Brusati, Paratico, Polaveno, Predore, Provaglio d’Iseo, Sarnico, Sulzano und Tavernola Bergamasca. Iseo liegt an der 105 Kilometer langen Bahnstrecke Brescia–Iseo–Edolo.
In Iseo steht das erste zu Ehren Garibaldis errichtete Denkmal.

## Städtepartnerschaften
- Tamsweg, Österreich

## Bilder

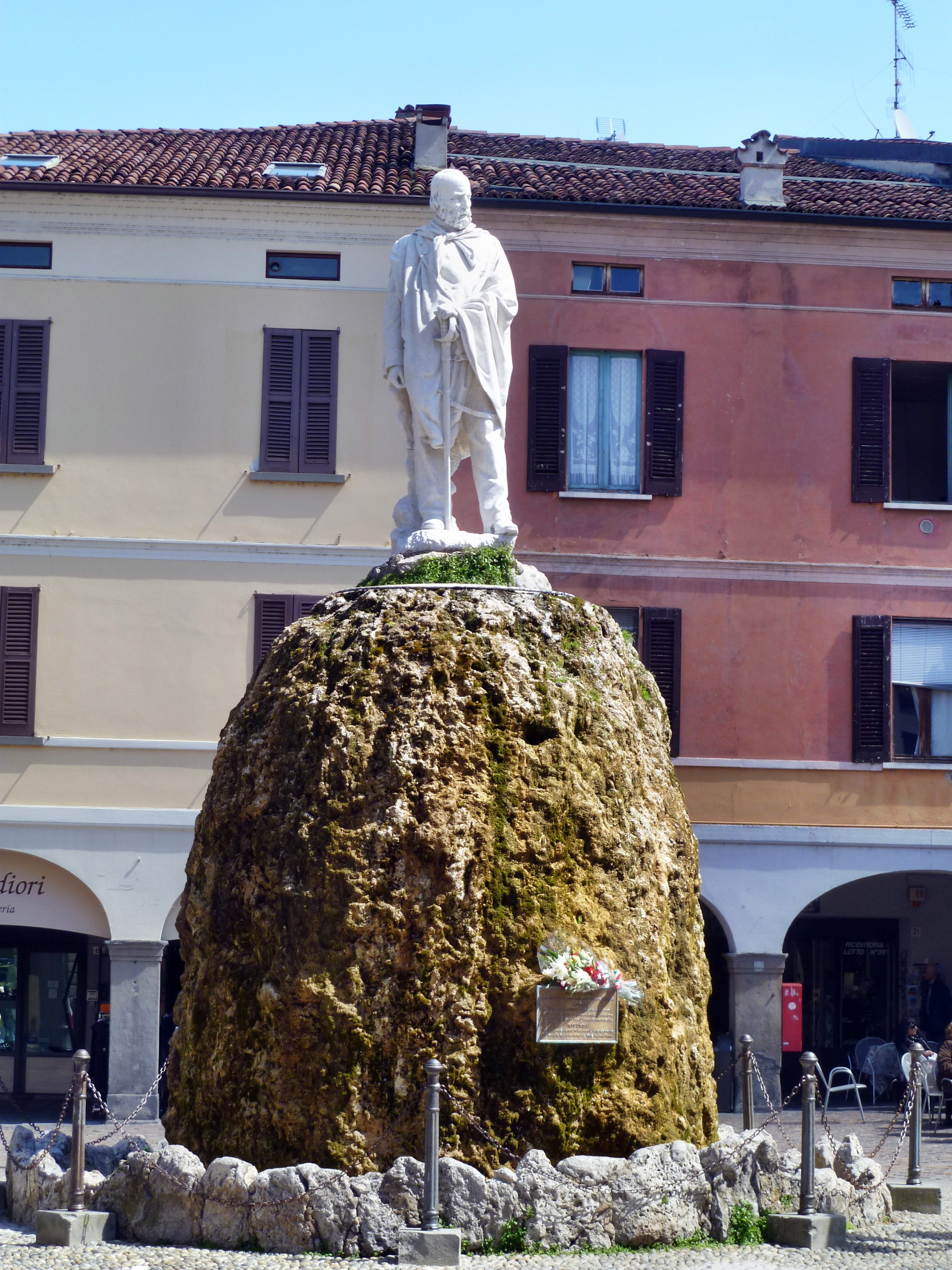
Garibaldi-Denkmal
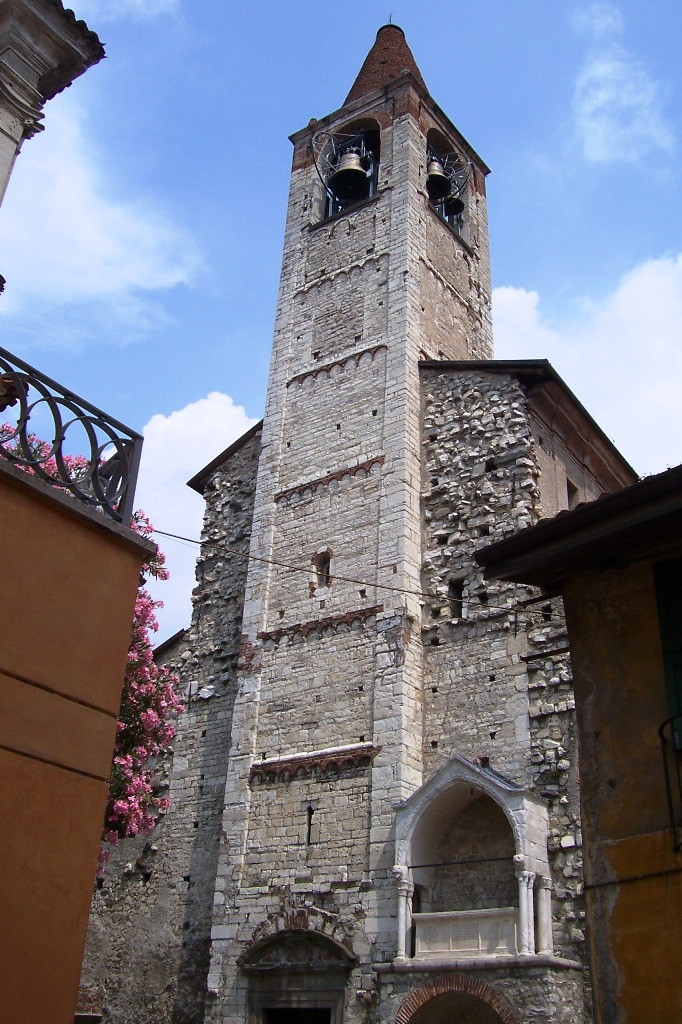
Pfarrkirche Sant’Andrea
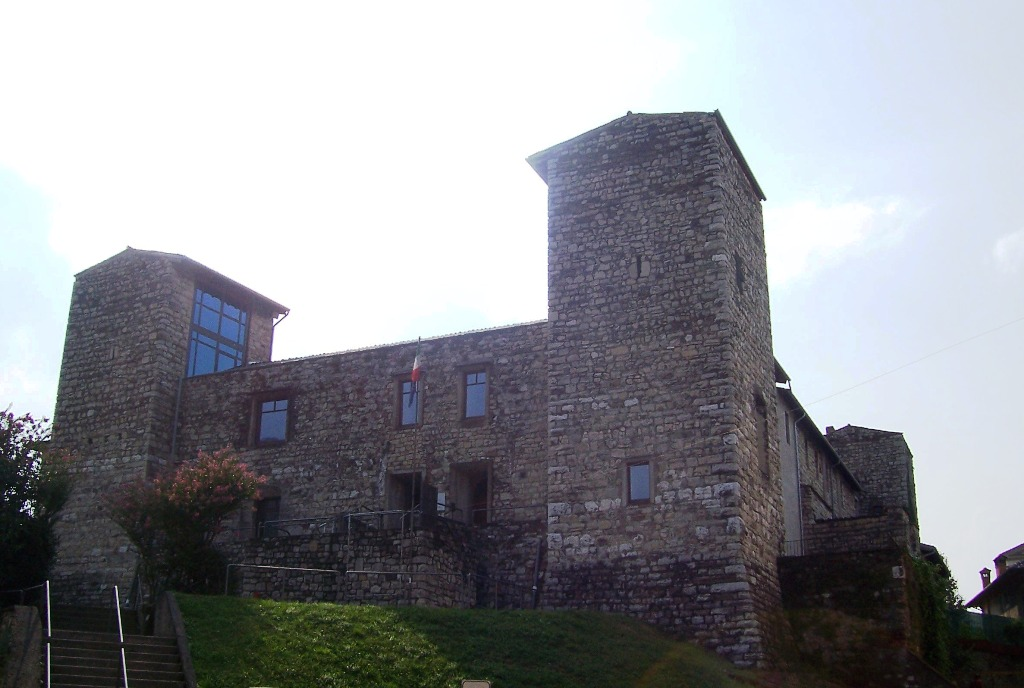
Castello Oldofredi
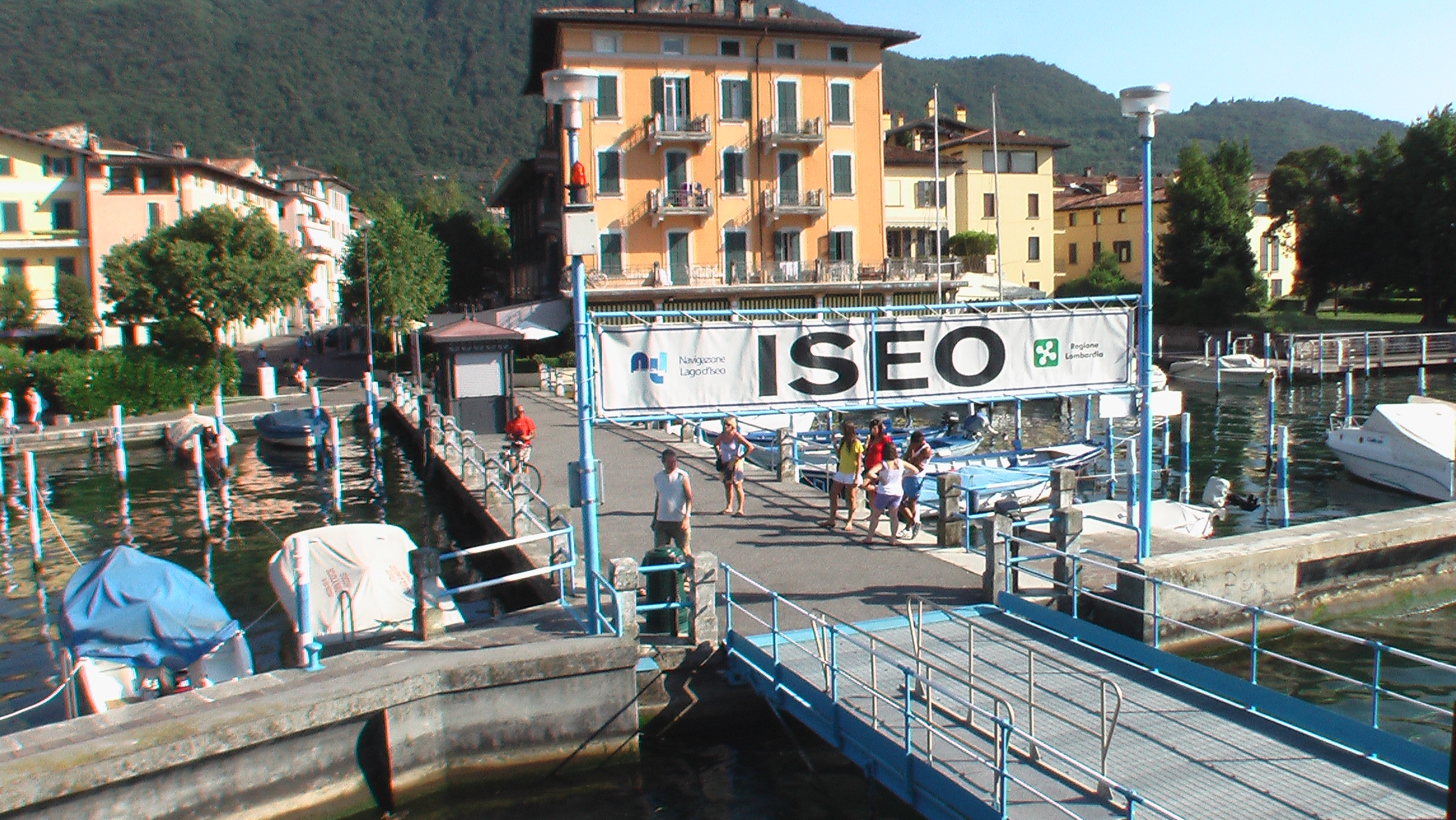
Schiffsanlegestelle am Iseosee
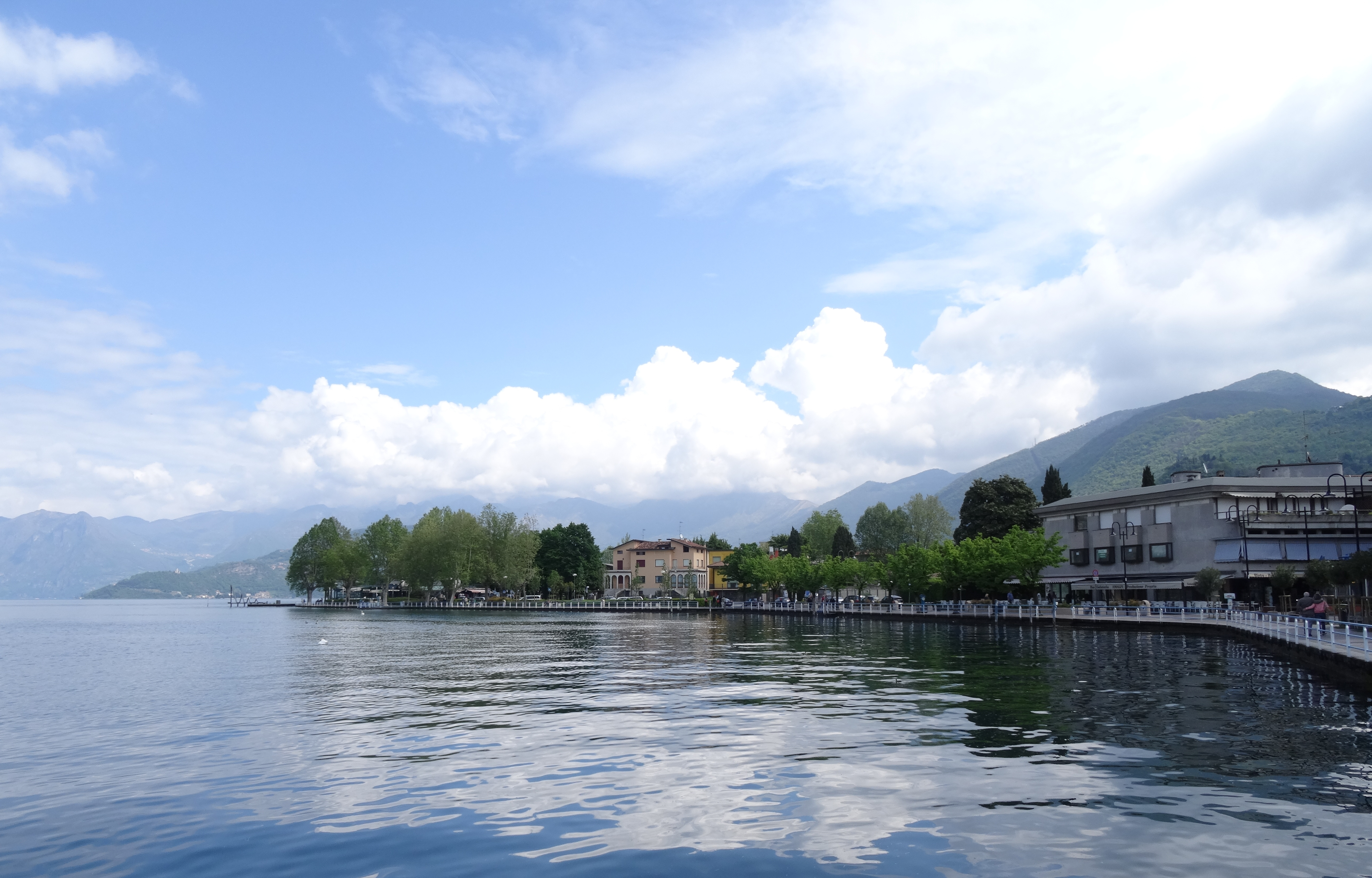
Promenade am See

## Persönlichkeiten
- Alessandro Romele (* 2003), Radrennfahrer